# Onewe
Onewe (hangul: 원위) – południowokoreański zespół alternatywnorockowy składający się z pięciu członków: Yonghoon, Harin, Kanghyun, Dongmyeong i Giuk (formalnie znany CyA).
Zespół powstał pierwotnie pod nazwą M.A.S 0094 (Make a Sound 0094), składał się z członków aktualnie znajdujących się w zespole. 13 sierpnia 2015 roku wydali swój pierwszy cyfrowy singel „Nabi, kkoch-eul chajda” (kor. 나비, 꽃을 찾다, ang. Butterfly, Find a Flower) pod Modern Music. Później wydane zostały dwa minialbumy: Feeling Good Day (2016) i Make Some Noise (2017). W czerwcu 2017 roku przenieśli się do firmy RBW, a nazwa zespołu została zmieniona na MAS. W czerwcu 2018 roku ogłoszono, że zespół zadebiutuje ponownie pod nową nazwą – Onewe. Zespół oficjalnie ponownie zadebiutował 13 maja 2019 roku ze swoim pierwszym single album pt. 1/4.

## Członkowie
- Yonghoon (용훈) – lider, główny wokal
- Harin (하린) – perkusja
- Kanghyun (강현) – gitara
- Dongmyeong (동명) – wokal, keyboard
- Giuk (기욱; formalnie znany CyA (키아)) – rap, gitara basowa

## Dyskografia

### Albumy studyjne

#### Album koreańskie
- ONE (2020)

#### Album angielskie
- Gravity (2023)

### Minialbumy
- Feeling Good Day (2016)
- Make Some Noise (2017)
- Planet Nine: Alter Ego (2021)
- Planet Nine: Voyager (2022)
- Planet Nine: Isotropy (2022)

### Single

#### Single album
- 1/4 (2019, cyfrowy)
- 2/4 (2019, cyfrowy)
- 3/4 (2020, cyfrowy)
- MEMORY: illusion (2021)
- A Small Room with Time (kor. 시간을 담은 작은 방) (2022)
- XOXO (2023)

#### Single koreańskie
- „Nabi, kkoch-eul chajda” (kor. 나비, 꽃을 찾다, ang. Butterfly, Find a Flower) (2015)
- „Feeling Good” (2016)
- „Starlight” (kor. 별보다 빛나는) (2016)
- „Make Some Noise” (2017)
- „Reminisce About All” (2019)
- „Regulus” (2019)
- „Ring on my Ears” (2019)
- „Q” (kor. 모르겠다고) (feat. Hwasa) (2020)
- „End of Spring” (kor. 나위 계절 봄은 끝났다) (2020)
- „Parting” (kor. 소행성) (2020)
- „A Book in Memory” (kor. 기억 속 한 권의 책) (2020)
- „Rain To Be” (kor. 비를 몰고 오는 소년) (2021)
- „Star” (kor. 별) (2021)
- „Universe_” (kor. 너의 우주는) (2022)
- „Roommate” (kor. 룸메이트) (2022)
- „Still Here” (kor. 기어이 또) (2022)
- „Salty Boy” (2023)
- „Omnipresent” (kor. 동서남북) (2023)
- „Beautiful Ashes” (kor. 추억의 소각장) (2024)

#### Single japońskie
- „Reminisce About All” (2019)
- „Regulus” (2019)

#### Single angielskie
- „Gravity” (2023)

### Wspólnie z innymi artystami
- „Last Song” (z Oneus) (2018)
- „Stay” (z Oneus) (2021)

### Featuring
- „Memories” (Moonbyul feat. Onewe) (2024)

### OST
- „About Her” (kor. 그녀는 대체) (2020)